# 奧特里鎮區 (明尼蘇達州大石湖縣)
奧特里鎮區（英語：Otrey Township）是位於美國明尼蘇達州大石湖縣的一個行政鎮區。

## 地方資料
奧特里鎮區的面積為96.20平方千米，當中陸地面積為88.30平方千米，而水域面積為7.90平方千米。根據2020年美國人口普查的數據，當地共有人口69人，而人口密度為每平方千米0.72人。